# 동일여자고등학교
동일여자고등학교(東一女子高等學校)는 대한민국 서울특별시 금천구 시흥동에 있는 사립 고등학교이다.

## 학교 연혁
- 1968년 9월 10일 : 학교법인 동일학원 설립인가
- 1973년 3월 3일 : 동일여자고등학교 개교, 초대 김동섭 교장 취임 및 제1회 입학식 거행
- 1974년 12월 5일 : 동일여자고등학교 신관 건축
- 1984년 10월 5일 : 동일수덕관 개관(연건평 1,958.3평)
- 1989년 6월 23일 : 동일명덕관 개관(연건평 851평)
- 1991년 12월 31일 : 동일전산관 개관(연건평 1,493평)
- 1996년 9월 23일 : 멀티미디어실 개관
- 1997년 8월 9일 : 전산관 23개 특별교실 증축
- 1998년 11월 15일 : 개교 30주년 기념식 및 동일회관 준공식(연건평 850평)
- 2000년 4월 30일 : 본관 멀티미디어실 개관
- 2007년 9월 1일 : 동일학원 역사박물관 개관
- 2008년 7월 17일 : 기숙사 '대성사' 개관
- 2015년 2월 5일 : 제40회 졸업식
- 2022년 3월 1일 : 제11대 정동화 교장 취임

## 참고 자료
- 동일여자고등학교 - 한국교육학술정보원 학교알리미